# Palazzo del Bo
Il Palazzo del Bo (comunemente noto come Il Bò) è la storica sede dell'Università degli Studi di Padova dal 1493. Tuttora è sede del rettorato e della Scuola di Giurisprudenza, nonché del Teatro anatomico più antico del mondo.

## Storia

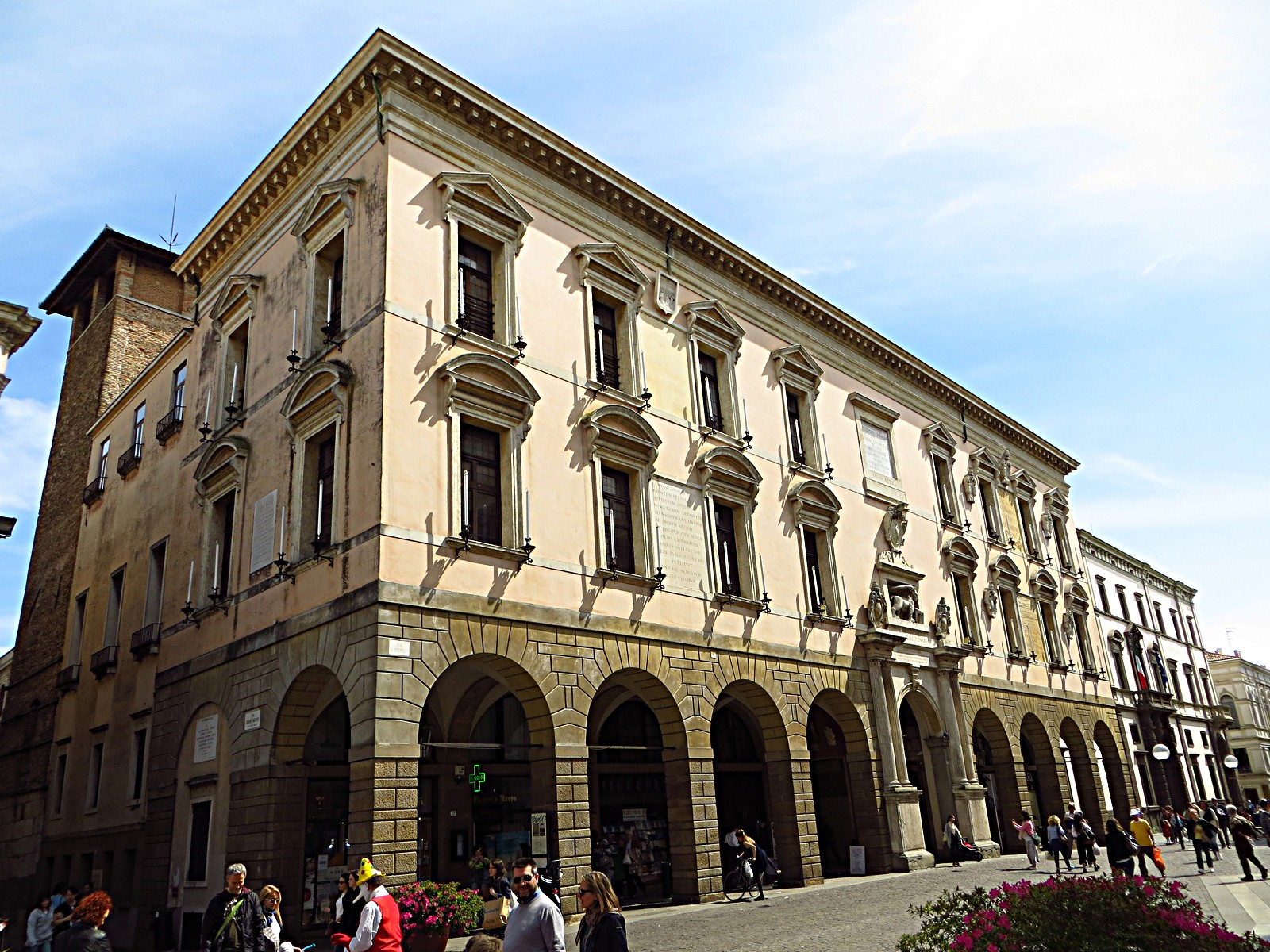
La facciata del Palazzo Bo

L'Università degli Studi di Padova fu fondata da un esodo di docenti e studenti provenienti dallo Studio di Bologna nel 1222. Quando l'Università si stabilì nell'attuale sede del Bo era ormai passato molto tempo dalla sua fondazione e, oramai, tutte le sue strutture erano profondamente mutate da quelle iniziali. Era oramai resa illustre dal valore dei propri scolari e dei suoi insegnanti, inoltre poteva materialmente considerarsi una delle maggiori università europee, e la più frequentata da studenti stranieri tra le università della penisola italiana. Come tanti altri complessi che hanno avuto una lunga vita storica, anche quella del Bo si presenta con una genesi alquanto complessa e con vicende che, nel corso dei secoli, hanno contribuito a modificarne la fisionomia. Pertanto un'analisi storica delle varie componenti del Palazzo, a partire dal definito nucleo cinquecentesco, per poi arrivare fino alle aggiunte, imponenti, avvenute durante il ventennio fascista, implica la comprensione delle vicende che nei secoli hanno scandito la vita cittadina e universitaria.
Tra l'attuale via Cesare Battisti (già via delle Beccarie) e via VIII Febbraio (già via S. Martino), nell'area che oggi corrisponde alla parte più antica e monumentale del Bo, sorgevano tre case, di proprietà della nobile Famiglia dei Papafava, una delle quali era detta la Ca' Bianca (domus alba a turri), e proprio in un documento del 1493 si fa riferimento ad una domus alba. Pertanto si ritiene che questi tre edifici costituiscano il nucleo più antico del Palazzo, che dunque può essere fatto risalire al 1493. Questo nucleo di edifici era poi passato sotto la proprietà di un macellaio quando questi, avendo fornito delle derrate di carne durante l'assedio della città, li aveva ricevuti in dono nel 1405 da Francesco I da Carrara, signore di Padova.

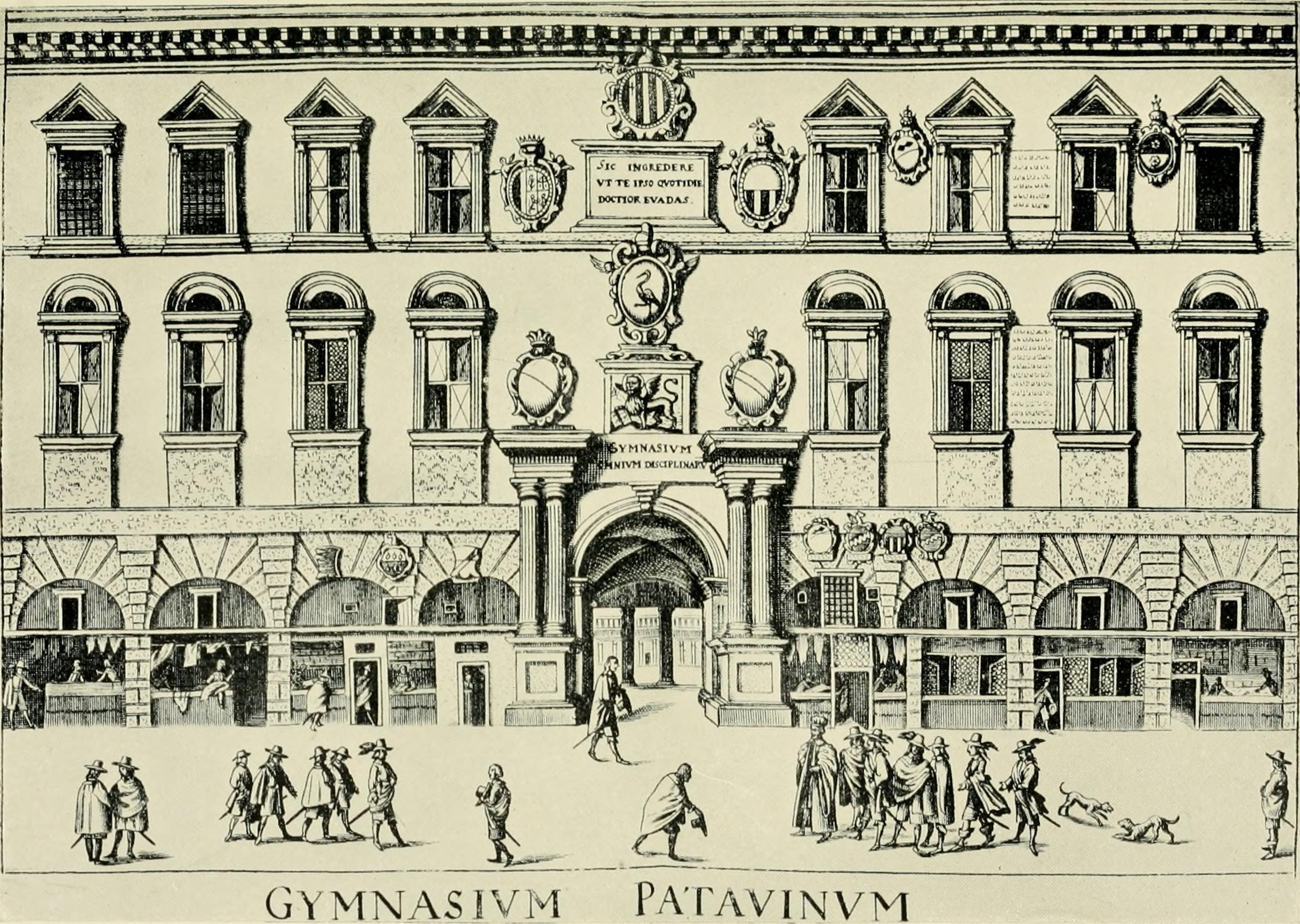
Stampa raffigurante l'ingresso del "Cortile Antico", sopra la cui entrata si legge l'incisione "GYMNASIUM OMNIUM DISCIPLINARUM"

Il macellaio vi aveva aperto una locanda (Hospitium Bovis) che aveva come insegna un bucranio, ancora oggi simbolo dell'Università di Padova. L'appellativo "Bo" deriva proprio dal nome della locanda facente parte del suo nucleo più antico, e ancora oggi, emblematicamente, il simbolo dell'Università rimane il bucranio. Non solo il complesso edilizio si definiva "Bo", ma anche la vicina contrada.
L'Università nel 1493 acquistò l'hospitium bovis, ma prima che questo divenisse agibile dovettero passare ancora alcuni anni; infatti, solo nel 1501 si avrà la sua inaugurazione solenne. Tuttavia, questi primi lavori (1493-1501) di adattamento furono solamente il primo passo di una radicale trasformazione che si concretizzò alcuni decenni dopo. L'Università non doveva più essere la sede provvisoria e tumultuosa di una popolazione studentesca precaria e soggetta a continue mutazioni, bensì un'istituzione non meno necessaria delle altre che regolavano la vita quotidiana. Nel 1522 il Senato Veneziano (Padova era sotto il dominio della Serenissima) decretò la nascita anche dell'università artista (le università medievali erano infatti divise in universitas iuristarum, dei giuristi, e universitas artistarum, nelle quali la scienza principe era la medicina). Si diede pertanto inizio a imponenti lavori di ristrutturazione e ampliamento del Palazzo.

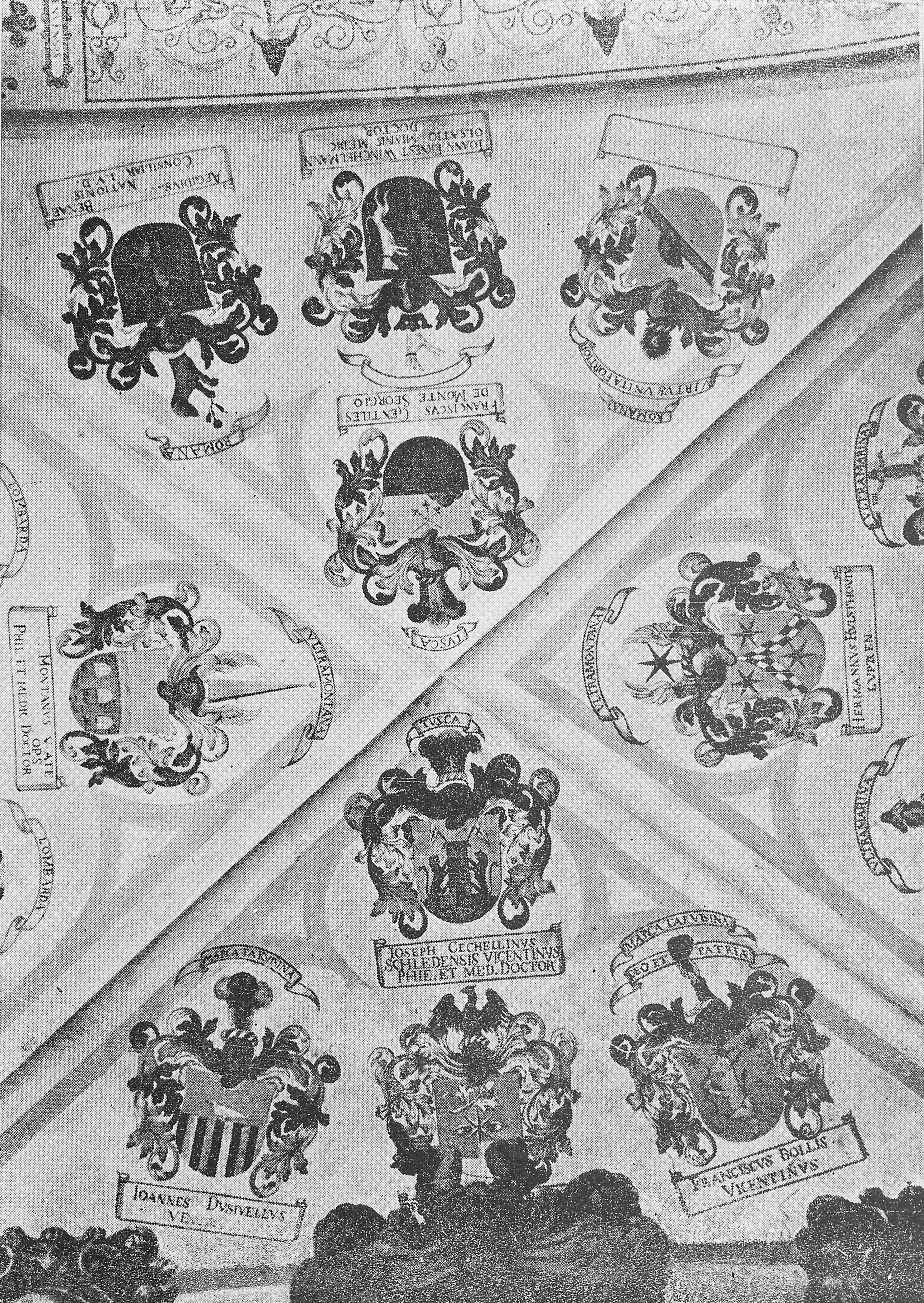
Stemmi, Cortile Antico, Palazzo del Bo

Il corpo attorno al quale il Palazzo si sviluppa è il celebre Cortile Antico, un loggiato a doppio ordine di colonne che si sviluppa su due piani: proprio in quell'occasione assume la forma che oggi conosciamo. Sulla struttura, molto semplice, del doppio loggiato si aprivano (e tuttora, in parte, si aprono) le aule nelle quali si impartivano le lezioni. La pianta è quella di un chiostro monastico, sottintendendo un antico collegamento tra le università, luoghi di cultura, e i conventi, luoghi anch'essi di studio e meditazione. Questo radicale intervento architettonico è attribuito (anche se non vi sono fonti che lo testimonino esplicitamente) all'architetto Andrea Moroni, il quale in quegli anni era molto attivo in città (sarà infatti lui a progettare ed edificare il "Palazzo Comunale", ancora attualmente in uso). Il Cortile Antico è interamente ornato da numerosi stemmi, lì collocati fino alla fine del Seicento per rappresentare le famiglie degli studenti e coloro che occupavano cariche accademiche all'interno dell'Universitas Patavina. Nel 2013 si sono conclusi gli interventi di restauro nella parte più pittoresca del Palazzo, il celebre "Cortile Antico"; l'opera ha previsto la conservazione della fabbrica e il restauro di tutti gli ornamenti decorativi con la rimozione di interventi recenti non pertinenti. Si è dato vita al consolidamento strutturale di lesioni della muratura, al rinforzo delle volte lesionate e alla completa revisione delle coperture con rifacimento delle strutture portanti in cattivo stato di manutenzione. È stato eseguito il restauro di tutti gli elementi lapidei, degli intonaci storici decorati di pareti, dell'importante collezione di stemmi araldici, edicole e busti celebrativi. Infine l'intervento ha visto la pulizia della pavimentazione del cortile e del colonnato in trachite, che con il passare dei secoli avevano perso l'originale colorito.
Nel vano di accesso alla scalinata meridionale, attraverso la quale si sale al loggiato superiore, è posta la statua di Elena Lucrezia Cornaro, laureata nel 1678 presso l'Università degli Studi di Padova, e soprattutto prima donna al mondo a conseguire una laurea (in filosofia). La statua è opera di Bernardo Tabacco, scultore bassanese del Settecento, parte di un monumento grandioso che il padre della Cornaro (nobile veneziana di antica stirpe) le aveva fatto erigere nella Basilica di Sant'Antonio tra il 1684 e il 1689, trasferita nel Palazzo nel 1773, come recita la lapide al basamento della statua stessa.
In merito alla denominazione dell'edificio, per secoli lo si è identificato come Studio o Scuole del Bo o semplicemente come Bo. Il termine Palazzo Bo è stato coniato recentemente sebbene non abbia nessuna attinenza con la storia e i trascorsi dell'edificio.

## Stemmi

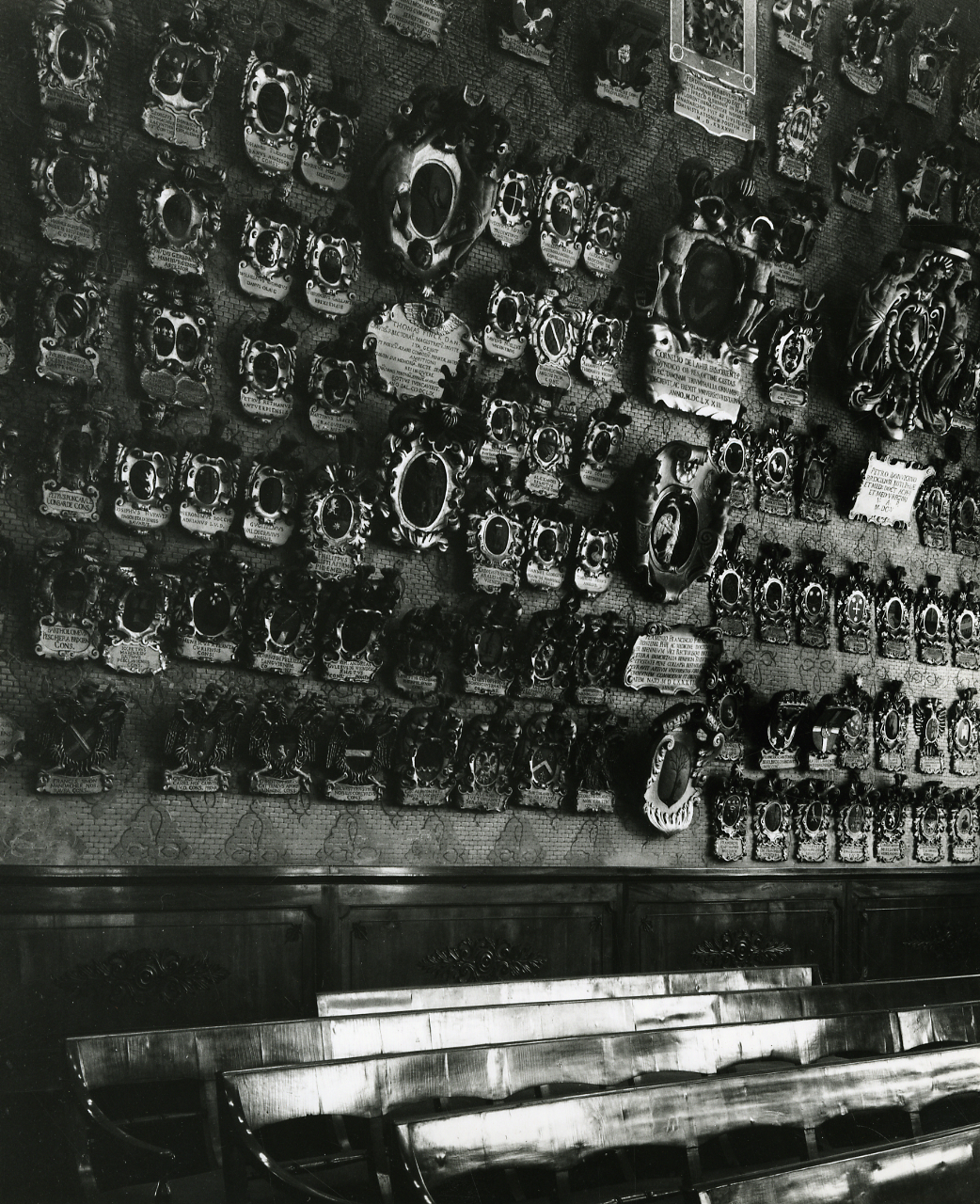
Stemmi di studenti e professori, Aula Magna di Palazzo del Bo, in una foto di Paolo Monti del 1966

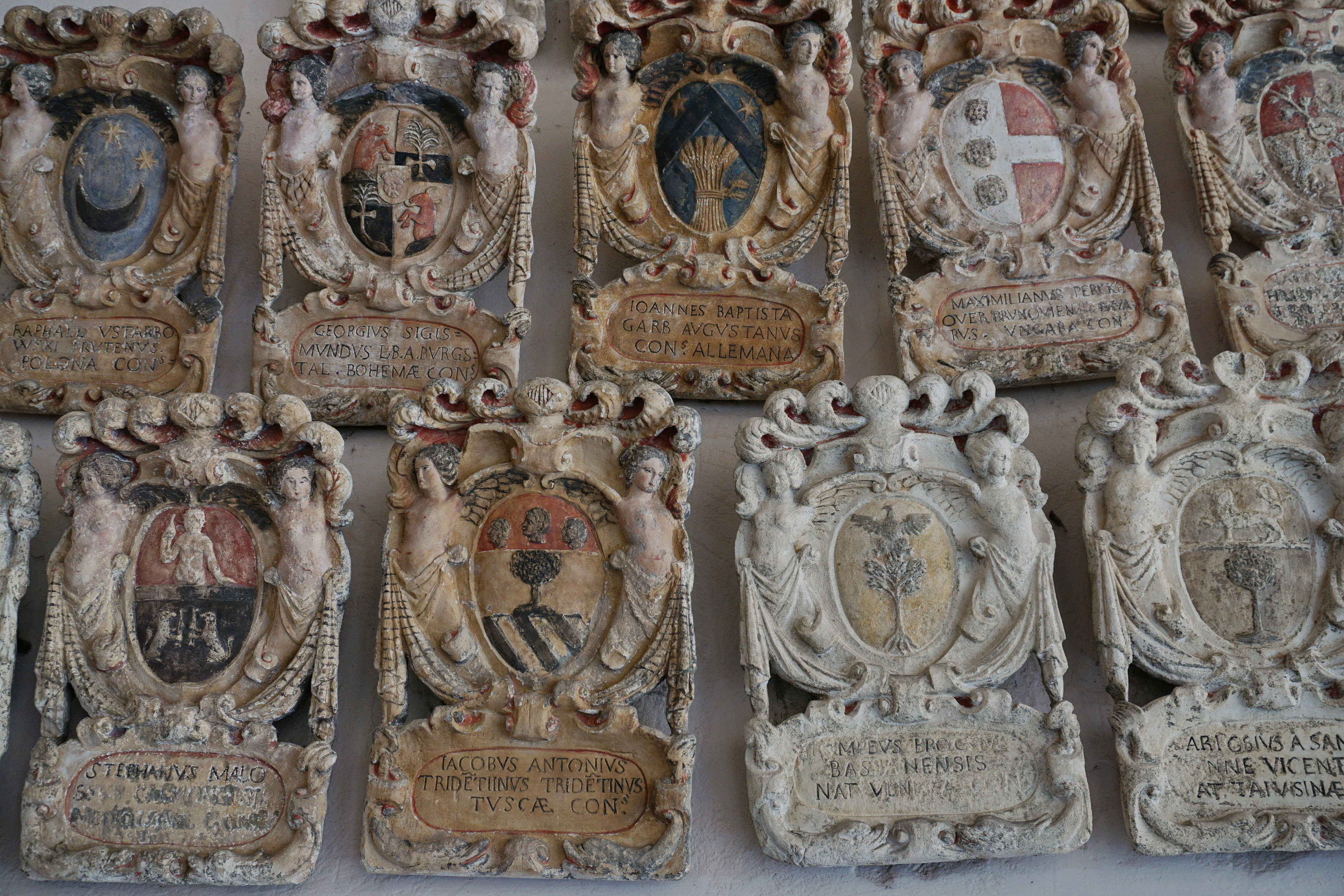
Stemmi di studenti, Cortile Antico

Uno degli aspetti caratteristici del Palazzo, che colpisce immediatamente il visitatore è l'incredibile numero di stemmi, dipinti e in rilievo che decorano non solo l'atrio e i loggiati, ma anche molte sale e altri vani a cominciare dall'Aula Magna (v. infra). Il numero dei blasoni, considerati sia quelli dipinti che quelli in rilievo raggiungono il numero di circa 3 000. Proprio la degenerazione di questa usanza indusse il Governo Veneto nel 1688 a vietare la collocazione di nuovi stemmi, visto che per dare spazio ai nuovi (di dimensioni mastodontiche) occorreva distruggere gli antichi, con la perdita delle testimonianze che ad essi erano legate. Un'attenta e accurata opera di riordino di tutti gli stemmi venne eseguita da Antonio Brillo.
Inizialmente gli stemmi venivano dipinti, l'universitas artistarum commissionò prima a Francesco Falzapato e poi a Dario Varotari (nel 1581) il compito di dipingere gli stemmi dei Rettori e dei Consiglieri. Nel 1590 fu stabilito che gli stemmi dovevano essere costruiti in pietra, anche se l'usanza di dipingerli si mantenne.
L'accenno agli stemmi non rileva solamente sotto l'aspetto artistico, bensì porta ad una riflessione su una fondamentale componente universitaria: gli studenti. Infatti, a tal proposito si ha notizia che a cominciare da epoche molto lontane tutti gli studenti che volevano frequentare l'Università di Padova, esclusi i monaci (qualora non fossero vescovi, abati o priori) dovevano iscriversi nel registro delle matricole (amministrato dal bidellus) e al contempo dovevano giurare di obbedire ai Rettori (erano dispensati dal giuramento gli studenti che fossero figli o fratelli di Re). Gli studenti erano divisi per nazioni, il cui numero è variato durante le epoche, ogni nazione eleggeva il proprio Consigliere. Proprio gli stemmi dunque rappresentano oltre i Rettori e i Consiglieri anche gli studenti provenienti dalle varie nationes, e, ovviamente, anche i professores (che in epoca medioevale, come i Rettori, erano scelti dagli Studenti).

## Palazzo

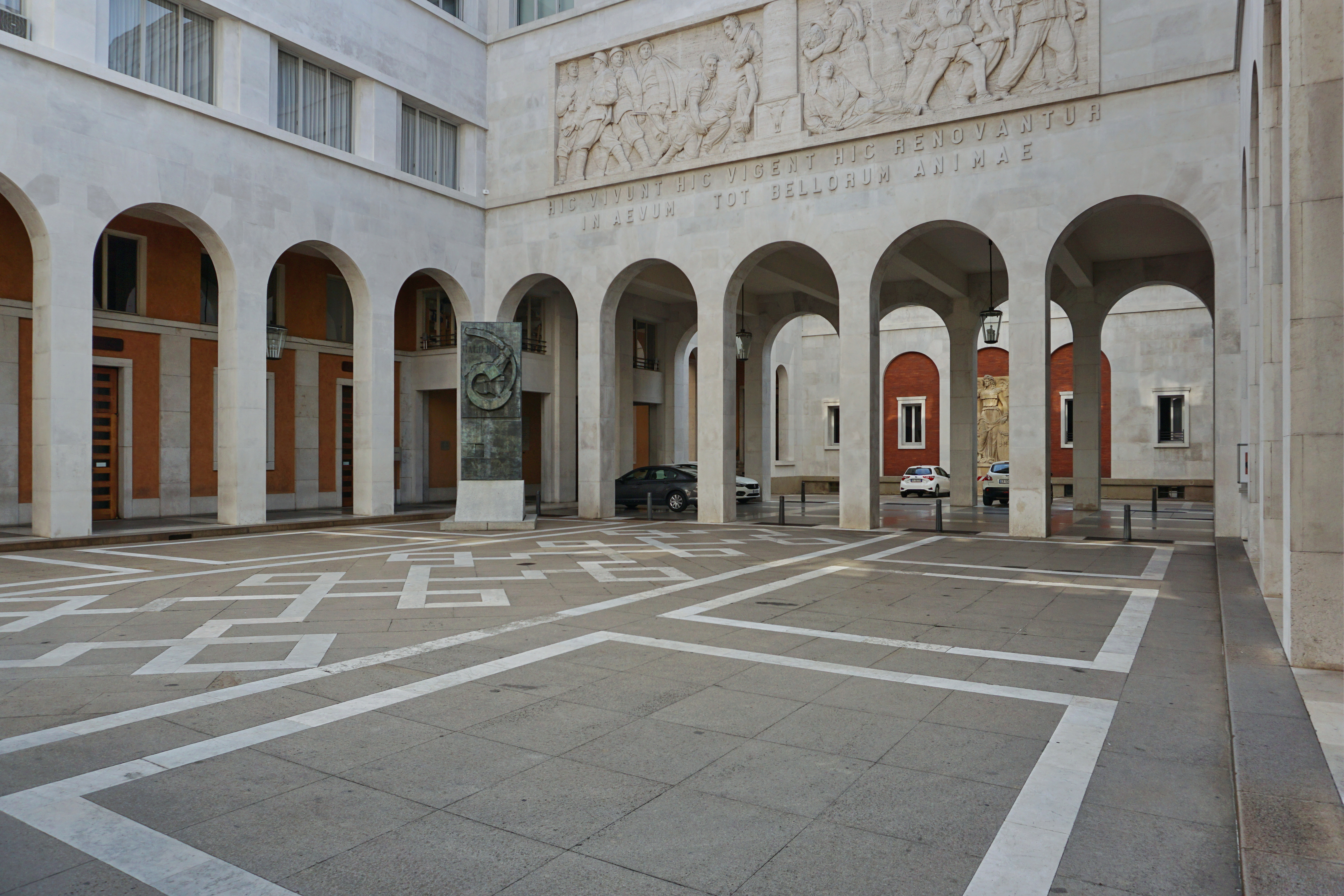
Cortile Nuovo, Palazzo del Bo. In fondo è possibile intravedere la statua della Minerva-Vittoria

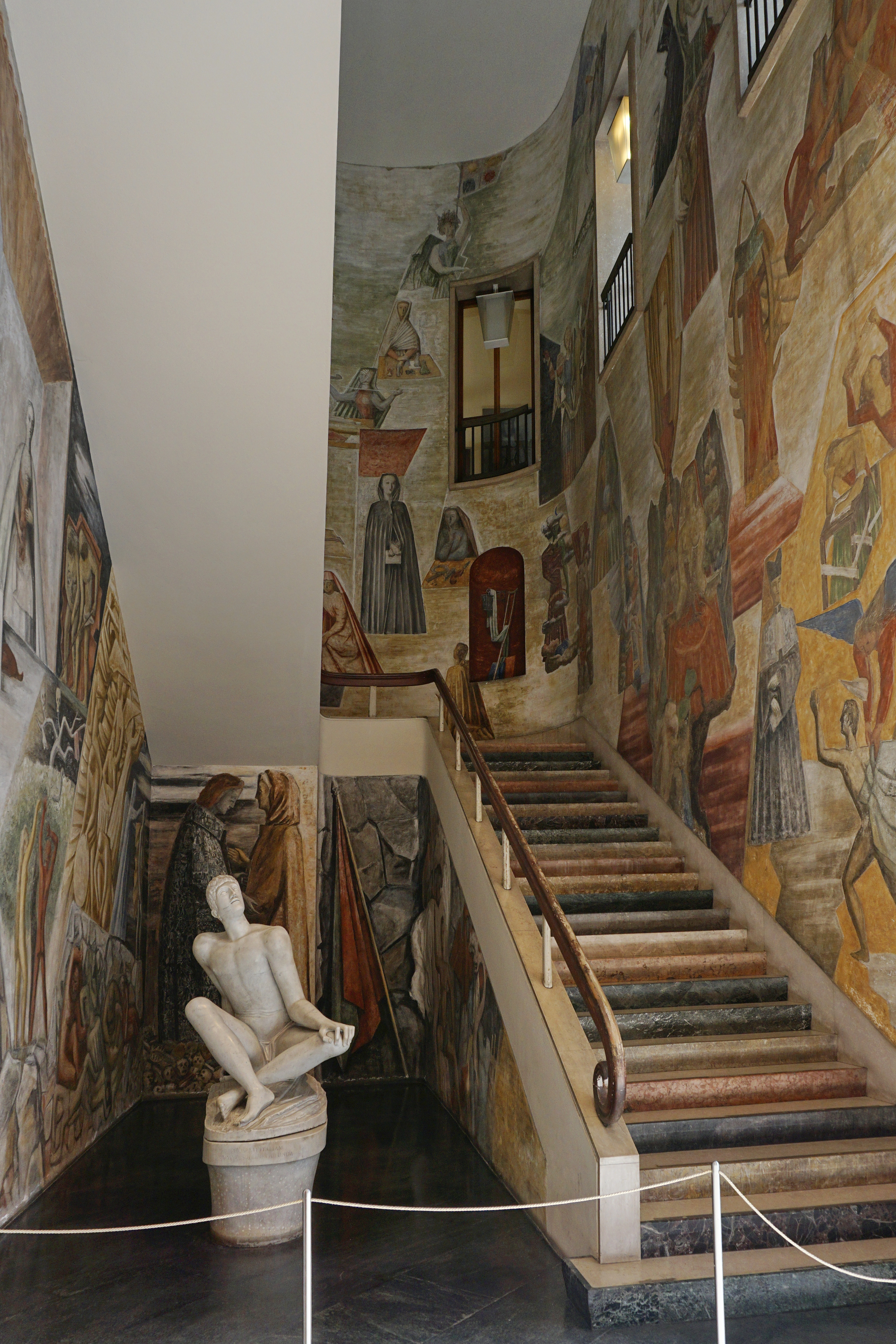
Le scale al Cortile Nuovo (1932-34)

A partire dal 1932, attraverso la demolizione degli ultimi edifici circostanti, fu costruita la nuova ala del Palazzo, che si articola intorno al "Cortile Nuovo" detto anche "Cortile Littorio". Questi imponenti lavori di ampliamento e ristrutturazione del Palazzo furono eseguiti sotto il Rettorato di Carlo Anti ed eseguiti da Gio Ponti e numerosi artisti del novecento che contribuirono con sculture e affreschi a decorare la nuova ala dove si trovano gli appartamenti accademici e il Rettorato. L'allora rettore Carlo Anti, grazie anche ai cospicui finanziamenti del governo, diede un impulso di rinnovamento all'Università, facendo porre in altrettante sedi staccate ben cinque istituti scientifici (due istituti della Facoltà di Medicina e tre di Ingegneria) e facendo edificare in Via Marzolo la Casa dello Studente, che fu inaugurata nel 1934. Questi interventi hanno conferito al complesso il volto attuale, essi costituiscono una dimostrazione, nonostante alcune dolorose demolizioni, di recupero funzionale di un complesso storico. Un problema centrale per Carlo Anti, uomo dotato di una grande sensibilità storico-artistica, era che questa secolare architettura fosse conservata con la dignità e col rispetto cui aveva diritto, ma che allo stesso tempo non fosse un museo, ma qualcosa di ben più vivo, pur con il suo carico di reperti e di storia. Egli era un professore di archeologia, e forse proprio per questo era a conoscenza della mortificazione che un museo può facilmente generare. Sistemando il Bo egli dimostrò il suo rispetto per la storia, cercando al contempo di illuminarlo e renderlo funzionale alla vita universitaria.

### Galleria del Rettorato e Cortile Nuovo
Dalla Galleria del Rettorato inizia la visita all'appartamento accademico. La decorazione a fresco (come da immagine) con le raffigurazioni delle città all'epoca sotto il dominio veneto, o culturalmente legate all'Università di Padova, è stata eseguita da Piero Fornasetti (nel periodo tra il 1942-1943) sotto la supervisione di Gio Ponti. Nel 1956 Fulvio Pendini ha completato la decorazione dell'ambiente aggiungendovi, sui pilastri centrali, le immagini degli studenti di Padova divenuti Santi o Beati o che salirono ai più alti fastigi della carriera ecclesiastica. Infatti basti ricordare che tra gli studenti, oltre a numerosissimi cardinali e vescovi, tre furono anche papi: Benedetto XI, Eugenio IV e Sisto IV (che non a caso concesse con una bolla di adoperare i cadaveri per le lezioni di anatomia, che portarono all'edificazione, sempre dentro Palazzo Bo, del Teatro Anatomico). La Galleria serve di collegamento tra la parte nuova e antica del Bo. Alla Galleria si accede attraverso un monumentale scalone situato nell'atrio dell'entrata principale del Palazzo. L'accesso è possibile da via VIII Febbraio, attraverso un monumentale portone in bronzo, realizzato nel 1922 col bronzo dei cannoni catturati durante la Prima Guerra mondiale e con il nome degli studenti caduti in quel conflitto, ci si trova, infatti, appena entrati in un atrio definito "atrio degli eroi", da qui si accede allo scalone che porta al Rettorato. Ai piedi della scala troviamo una statua di Arturo Martini raffigurante Palinuro, in memoria di Primo Visentin, capo della brigata partigiana Martiri del Grappa, per ricordarne la morte eroica. Lo scalone è stato decorato e affrescato da Gio Ponti e Fulvio Pendini, la scala è detta "La Scala del Sapere". Questo perché vi sono rappresentati il nascere dell'umanità e del sapere e lo sviluppo delle scienze attraverso cui sale lo studente sotto la guida del maestro finché, divenuto vecchio, mormora il motto cinquecentesco "anchora imparo". Le sagome hanno la caratteristica sagoma "novecentistica" di Gio Ponti.
Il Cortile Nuovo, opera dell'architetto veronese Ettore Fagiuoli, è costruito in pietra d'Orsera e svolge un ruolo funzionale, risolvendo il problema di collegamento tra le varie strutture che hanno determinato il complesso del Bo in epoca più recente. La struttura pensile che delimita il Cortile Nuovo (perfettamente visibile nella fotografia soprastante) e che racchiude la "Sala del Collegio Accademico", incornicia un grande altorilievo in travertino di Attilio Selva, realizzato nel 1939, che esalta lo spirito volontaristico della goliardia padovana (riferimento ai tumulti del 1848) e che riflette i caratteri apologetici del nazionalismo fascista. Date queste caratteristiche architettoniche è agevole capire perché il cortile è altresì chiamato "Cortile Littorio". Sul cortile si affacciano l'Aula degli Studenti e l'Aula delle Studentesse, luogo di ritrovo degli studenti, entrambe le sale sono interamente affrescate. Nella parte in fondo al cortile giganteggia l'altorilievo della Minerva-Vittoria, opera di Paolo Boldrin (1942) e, sul lato meridionale, è stata ricomposta la prima porta monumentale dell'Università che prospettava sull'attuale via Cesare Battisti.
È inoltre presente una monumentale opera contemporanea di Jannis Kounellis "Resistenza e Liberazione" recentemente restaurata.

### Aula Magna e ambienti circostanti

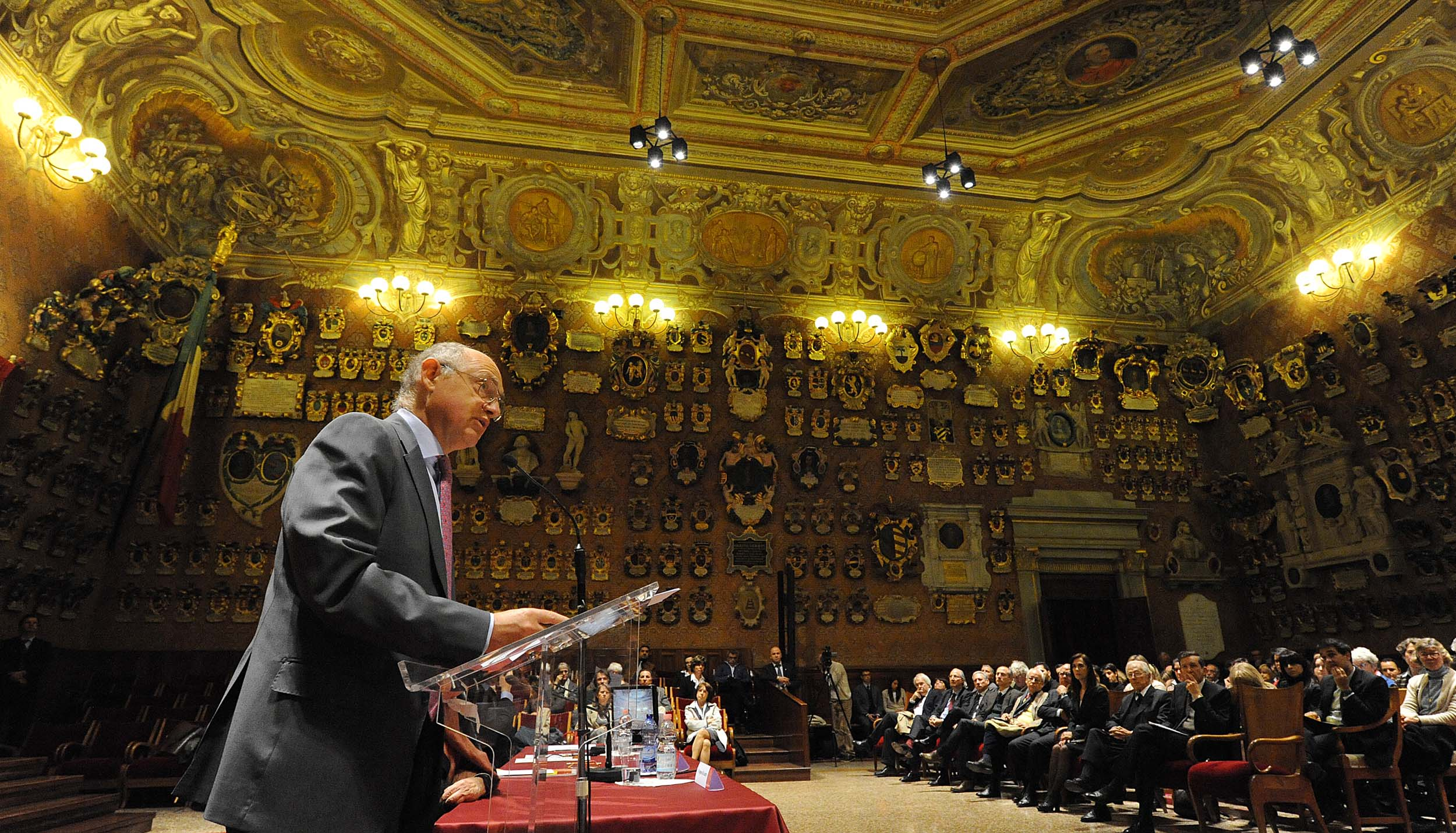
Aula Magna, Palazzo del Bo

Qui aveva avuto inizialmente la sua sede la Scuola Grande dei Legisti che era poi stata declassata in aula da disegno. L'attuale Aula Magna nasce dalla trasformazione di quest'ultima operata nel 1854-1856 ed essa è pure il risultato dell'intervento operato nel 1942 da Gio Ponti, che ha riguardato principalmente la parete sud, quella dove si legge il motto dell'Università "UNIVERSA UNIVERSIS PATAVINA LIBERTAS", i sedili per il corpo accademico ai lati e il riordino dei numerosissimi stemmi che costellano l'Aula. 
Durante i restauri ottocenteschi venne innalzato di circa cinque metri il soffitto, affrescato per l'occasione dal Carlini nel 1854 il che alterò non poco le misure dell'Aula sottolineando in essa taluni aspetti scenografici, nonostante i vari rimaneggiamenti tutt'oggi l'Aula Magna presenta un aspetto capace di esprimere l'antico significato e l'originaria imponenza. La semplicità cinquecentesca delle sue strutture, la sua ampiezza, l'austerità avallata dall'altezza del soffitto trasmettono un forte sentimento di solennità, adeguato alle funzioni del luogo.

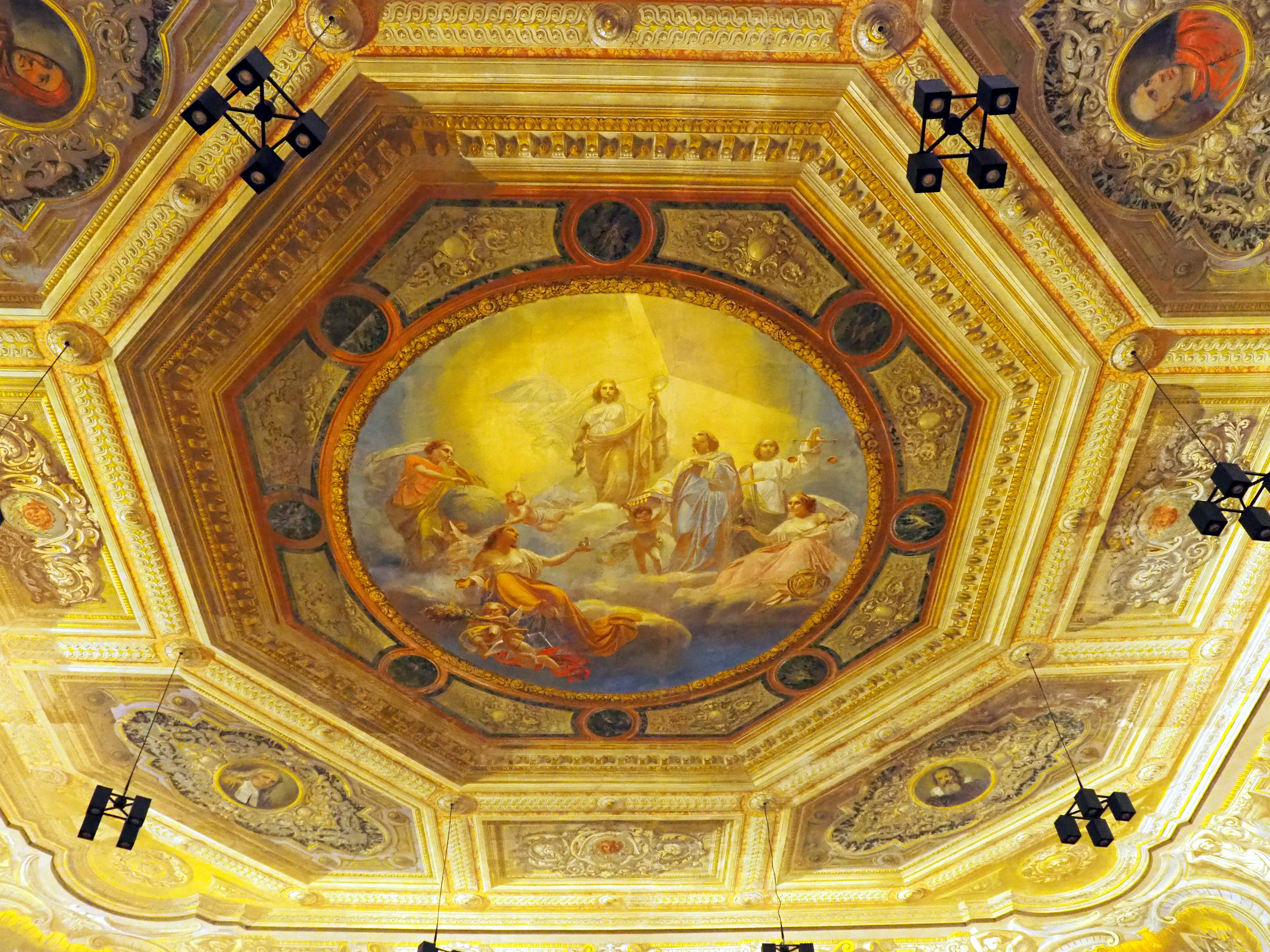
Aula Magna, soffitto, Allegoria della Sapienza, tempera di Giulio Carlini.

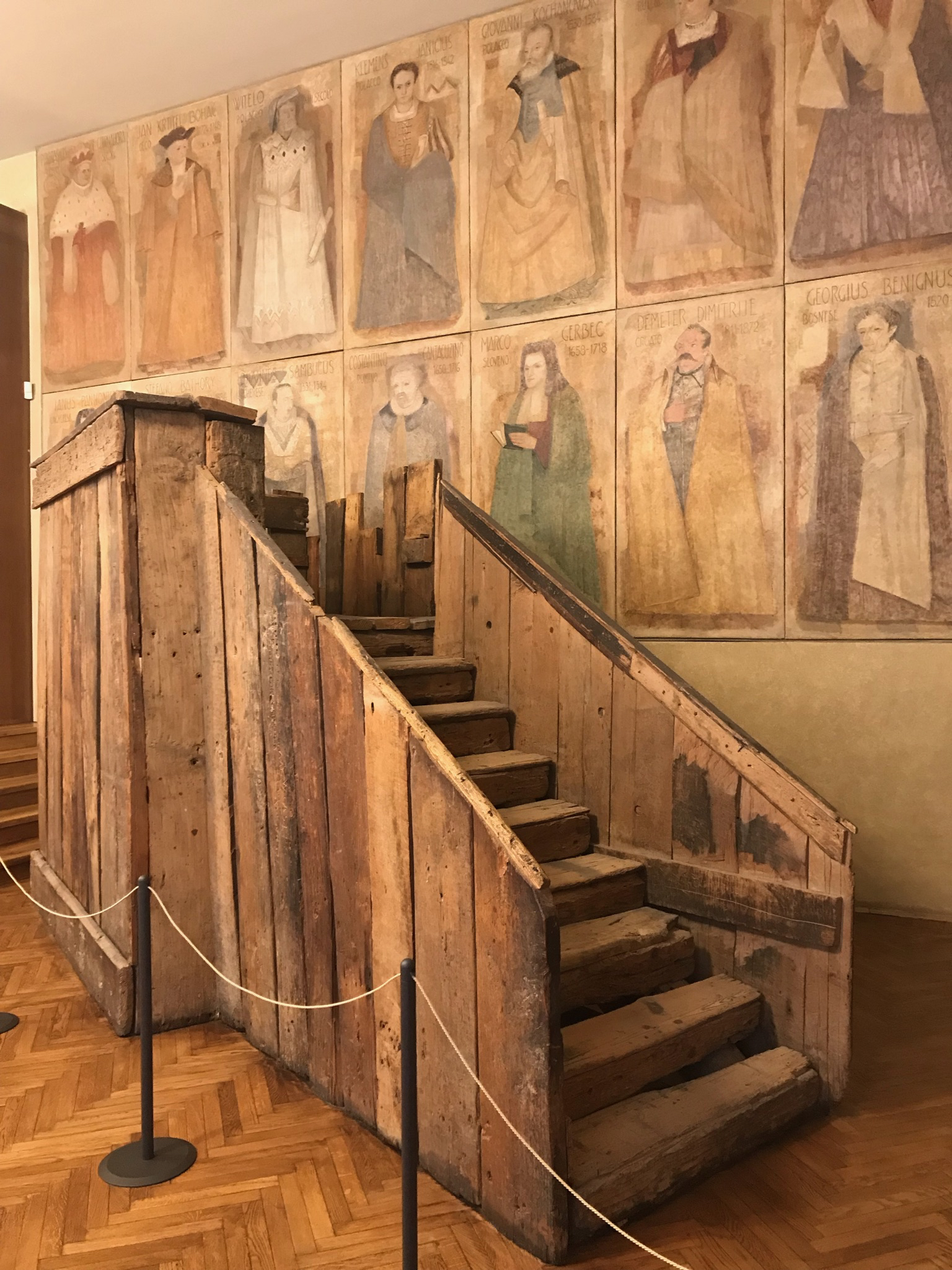
La cattedra di Galileo presso la Sala dei Quaranta (la struttura lignea era ricoperta di drappi)

Prima di accedere all'Aula Magna si passa per un'anticamera detta "La Sala dei Quaranta". La Sala prende il nome dalle immagini di quaranta allievi famosi dell'Università, dipinti sulle pareti. Si tratta di quaranta rievocazioni emblematiche, non di veri ritratti, dipinti a tempera da Giacomo da Forno nel 1942. Il loro valore è dunque solamente simbolico, e non iconografico, il ricordo di questi uomini illustri è parte integrante della storia dell'Università, e non a caso hanno posto nella medesima sala che ospita la Cattedra di Galileo. Tra questi quaranta allievi figurano ad esempio: William Harvey, Nicolò da Cusa (Cusanus), Georg Wirsüng, Michel de l'Hôspital e numerosi altri. La sala è dominata dalla presenza della Cattedra di Galileo, sovrastata da un suo ritratto, lo scienziato infatti sarà docente dell'Università dal 1592 al 1610. Recentemente la cattedra, composta di assi lignei, è stata meticolosamente restaurata e l'analisi del legno ne ha confermato la sua antichità e originalità.
Dalla parte meridionale dell'Aula Magna si accede ad un altro ambiente, una grande sala detta "La Basilica", che prende il nome dalla sua suddivisione spaziale ritmata dalle colonne. Precedentemente in questa sala si trovava il settecentesco laboratorio di fisica. Precedentemente avrebbe dovuto esserci la Biblioteca Universitaria, secondo il disegno di Girolamo Frigimelica, di cui restano due portali che fungono oggi da collegamento tra la Scuola di Giurisprudenza e la Basilica. La sala è stata interamente affrescata tra il 1940-1942, sono raffigurate le gesta della gioventù universitaria dal 1848 in poi. Le numerose colonne sono dipinte di rosso pompeiano, che è il colore dell'Università di Padova, e sottolinea il legame della sala, detta appunto Basilica, con una basilica di tipo romano. L'arredamento della sala è opera dell'architetto Gio Ponti, come il resto degli ambienti accademici del Palazzo. Dalla Basilica si ha poi accesso alla Galleria del Rettorato e alla Sala del Senato Accademico.

### Sale delle Facoltà

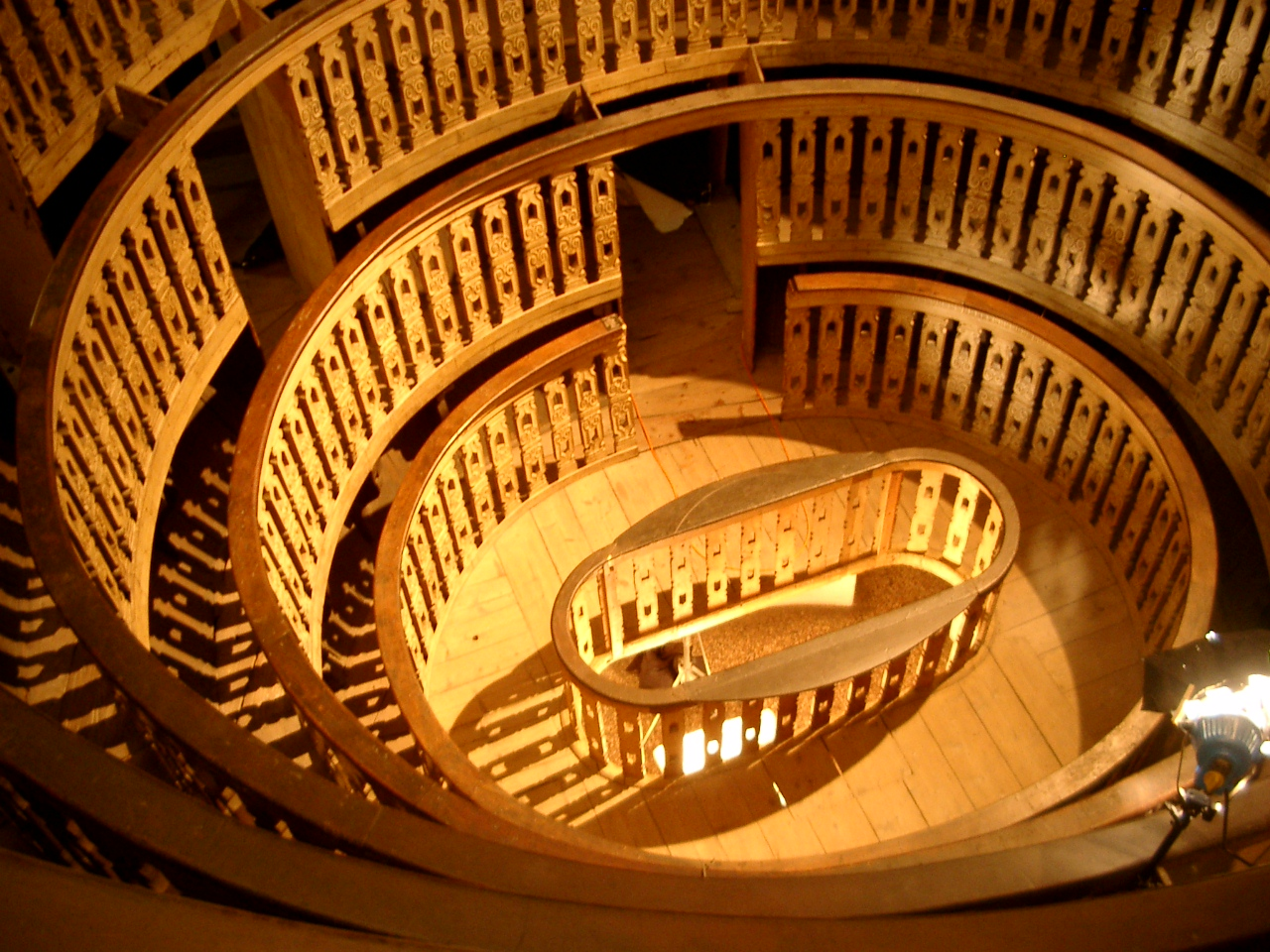
Il Teatro anatomico di Padova è il più antico teatro anatomico stabile al mondo.

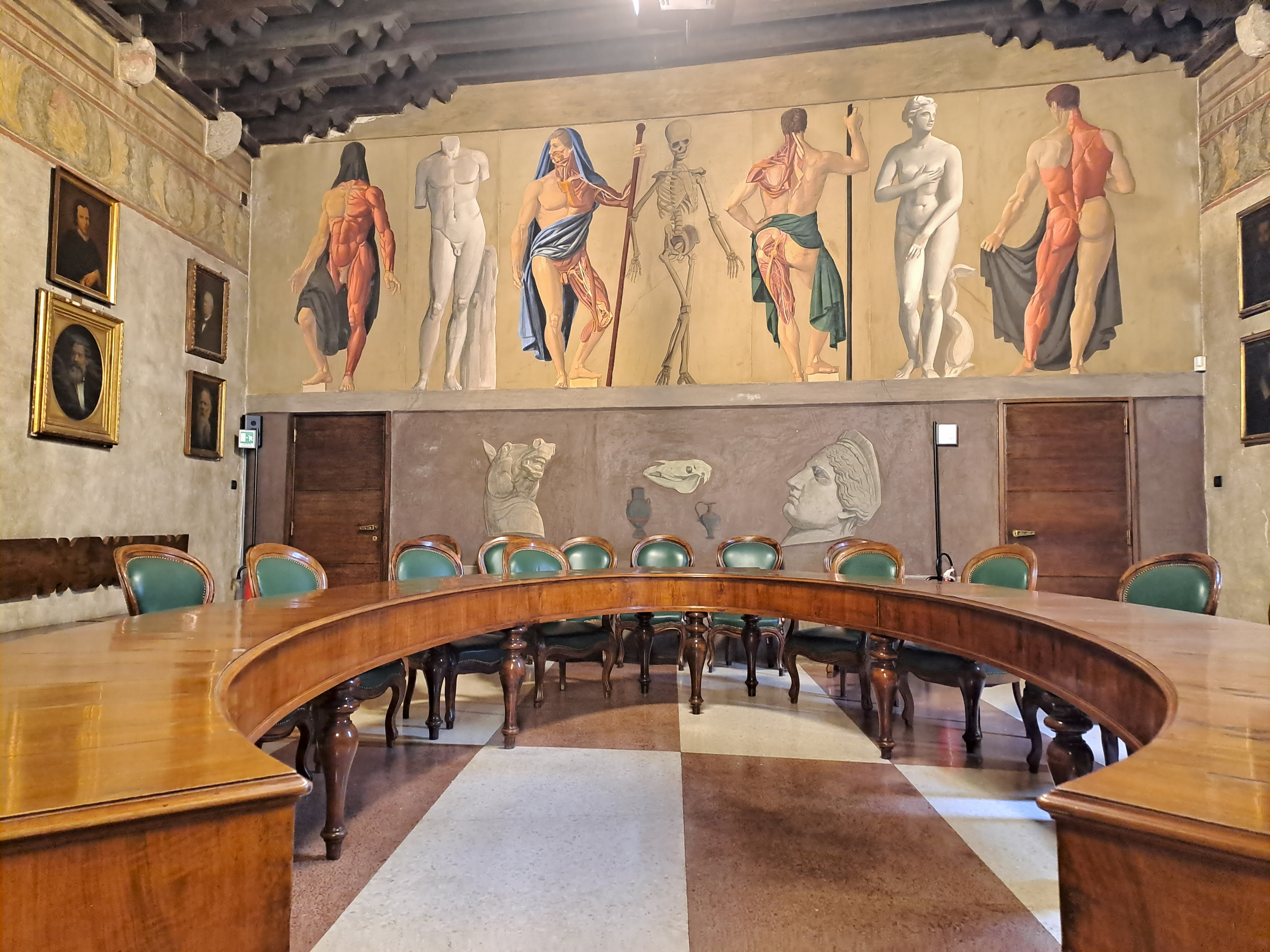
Palazzo Bo, Sala di Medicina, Padova. Affreschi degli interni.

All'interno del Bo, durante i vari lavori di adeguamento, ci si preoccupò che tutte le Facoltà conservassero all'interno del Palazzo almeno una loro sala di rappresentanza, dove si potessero svolgere alcune celebrazioni solenni, come ad esempio le cerimonie di laurea, che a tuttora, solamente per alcune Scuole (ex Facoltà), avvengono in queste Sale. Le Facoltà rappresentate sono: Giurisprudenza, Medicina, Lettere e Scienze.
Degna di particolare attenzione è la Sala della Facoltà di Medicina, si accede a questa sala dalla loggia superiore del Cortile Antico. La Sala conserva un soffitto medioevale, alle pareti sono appesi numerosi quadri di medici e anatomisti illustri a partire dal famosissimo anatomista Gian Battista Morgagni, già professore presso l'Università patavina. Risalente alla sistemazione avvenuta negli anni quaranta dello scorso secolo è l'affresco che ricopre l'intera parete meridionale della sala ad opera di Achille Funi, che rappresenta degli studi di anatomie umane. Sempre all'interno della sala troviamo una teca che custodisce i crani di sette professori che lasciarono il loro corpo a disposizione della ricerca scientifica. La sala è, inoltre, arredata da due imponenti tavoli lignei a ferro di cavallo. Da una porticina sita all'interno della sala, sovrastata dalla scritta "MORS UBI GAUDET SUCCURRERE VITAE" e da alcuni dipinti, tra cui quello di Gerolamo Fabrici d'Acquapendente, si accede al Teatro Anatomico.